# 唵
唵 is een teken uit het Chinese schrift. Het karakter is een weergave in het Kantonees van de Omkar, de lettergreep Om, in de dharmische religies een mystieke of heilige lettergreep, ॐ in Devanagari. Het karakter ॐ is dus hetzelfde karakter, maar dan in Devanagari.

## Codering

### Unicode
In Unicode vindt men de 唵 onder het codepunt U+5535 (hex). Het teken is in 1991 aan de Unicode 1.1-standaard toegevoegd. Het karakter behoort in Unicode tot de groep CJK verenigde ideogrammen, een verzameling karakters uit de Chinese, Japanse en Koreaanse talen die een gezamenlijke oorsprong hebben.

### HTML
In HTML kan men in hex de volgende code gebruiken: &#x5535;.